# Waterpoort (Sneek)

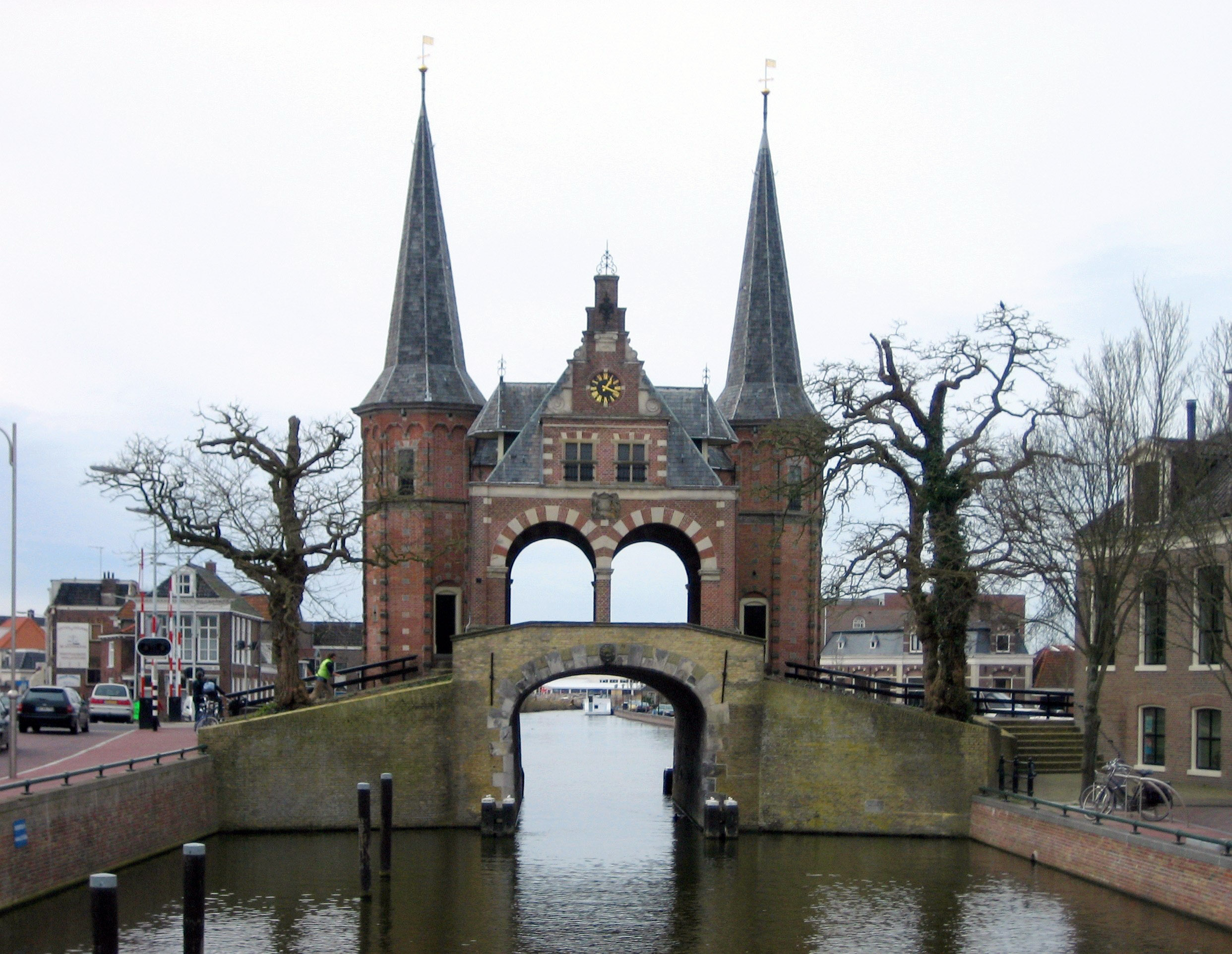
Altra immagine della Waterpoort di Sneek

La Waterpoort ("Porta sull'acqua") è un'antica fortificazione della cittadina di Sneek, in Frisia (Paesi Bassi), costruita all'incirca tra il 1492 e il 1613. Serviva per limitare l'afflusso dell'acqua in città.

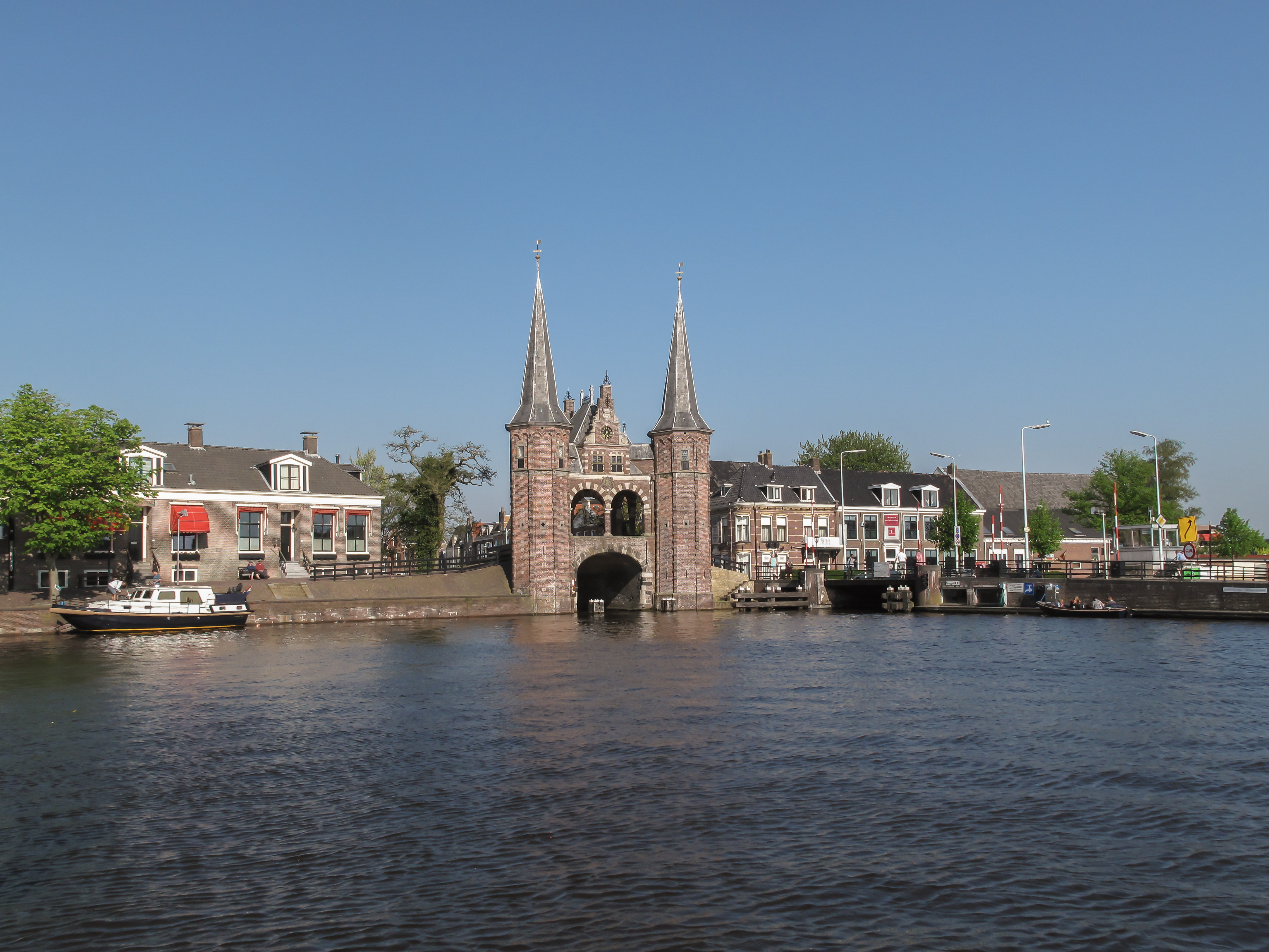
Sneek (Frisia, Paesi Bassi): panoramica del porto con la Waterpoort

Si tratta della principale attrazione turistica della città, nonché probabilmente dell'edificio del genere più famoso nei Paesi Bassi.

## Storia
Secondo gli storici, l'edificio originario sarebbe stato eretto intorno al 1492, ovvero nel periodo in cui furono realizzate anche le mura cittadine.
Nel 1613, la Waterpoort fu in gran parte ricostruita e perse la sua originale funzione difensiva, assumendo una funzione puramente decorativa. Per questo motivo, spesso si ritrova la data del 1613 anche come data di costruzione dell'edificio.
Nel 1785, fu aggiunto alla Waterpoort un edificio che fungeva come posto di guardia al porto.
Nel 1825, la Waterpoort perse tutte le sue funzioni. Tuttavia - grazie alle protesta della popolazione - non subì la stessa sorte delle altre porte cittadine, che furono tutte demolite.
|  |

## Riproduzioni
- Nel parco di Madurodam, a L'Aia, è stata fatta una riproduzione in scala 1:25 della Waterpoort[3]